# 20-мм автоматична гармата Madsen
Гармата Madsen — це 20-міліметрова багатоцільова скорострільна автоматична гармата розроблена у 1930-х роках Данським промисловим синдикатом (дан. Dansk Industri Syndikat, DISA, раніше Compagnie Madsen). Була основною зенітною гарматою на озброєнні ЗС Данії, але різноманітність кріпленнь також дозволяла використовувати її як протитанкову і корабельну гармату. Завдяки своїй універсальності гармата також експортувалася у ряд країн.

## Розробка
Гармату було розроблено на основі легкого кулемета Мадсена версії 1902 року. Для гасіння відбою спеціально розроблених для гармати боєприпасів 20×120 мм пружинний буфер було замінено гідравлічним.
Початковим напрямком досліджень була розробка нового типу авіаційної гармати, однак від такої ідеї відмовилися через значну потужність боєприпасів, відбій яких заважав роботі двигуна. Пізніше дослідження відновилися, але були переключені на наземне використання гармати. Цей напрямок мав успіх, і гармату Madsen було запущено у серійне виробництво в 1933 році.

## Варіанти
DISA пропонував чотири стандартні різновиди станків для цих гармат.
1. Легка польова гармата — основна протитанкова версія на колісному станку. Могла буксуватися кіньми або (в розібраному вигляді) переноситися силами особового складу. Також така гармата придатна для встановлення на транспортному засобі і, у складеному вигляді, на колясці мотоциклів Nimbus. Також відома як тип Madsen F5.
2. Універсальна версія, M1937. Для транспортування гармата встановлювалася на колісний станок, а для стрільби могла бути установлена на триногий станок (при зенітному використанні — на чотириногий). Цей варіант міг використовуватися і для горизонтальної стрільби, і як зенітна гармата.
3. Мобільна зенітна версія.
4. Корабельна версія, також придатна для установки в фортифікаційних спорудах. Трьохосьове шарнірне кріплення дозволяє вести як горизонтальну, так і зенітну стрільбу.

Також існував варіант, що використовувався як протитанкова рушниця, встановлювався на сошку і міг переноситися на спині людини. Виробник рекомендував використовувати в такому варіанті лише режим поодиноких пострілів. Втім, в такій ролі ці гармати виявилися надто неточними.
Крім 20-мм версії гармати Madsen було розроблено варіант калібру 23×120 мм.
Шведська компанія Landsverk AB встановлювала 20-мм гармати Madsen на військову техніку, таку як легкий танк L-60 і бронеавтомобілі Lynx та L-180.

## Бойове застосування
Датська армія під час німецького вторгнення в Данію у квітні 1940 року використовувала ці гармати для відбиття атак німецьких бронетанкових сил, знищивши одинадцять бронеавтомобілів і два танки Panzer I .
Варіант Madsen F5 виявився дуже ефективним проти японських танків у кінці Другої японо-китайської війни. В 1944 році китайському 21-му арсеналу в Нанкіні вдалося самостійно відтворити ці гармати з отриманих ще у 1938 році деталей, однак через брак матеріалів вдалося виготовити лише п'ять гармат .

## Оператори
Гармати Madsen експортувалися Данією у численні країни. Крім того, ряд країн здобули такі гармати як військовий трофей .
- Аргентина
- Бельгія
- Бразилія
- Болгарія
- Греція (лише тестування)
- Данія
- Естонія
- Іран
- Ірландія
- Іспанія
- Італія
- Китайська республіка
- Колумбія
- Норвегія
- Парагвай
- Польща (лише тестування[a])
- Португалія
- Таїланд
- Третій Рейх
- Угорщина
- Чехословаччина
- Фінляндія
- Франція
- Швеція